# Mørk sodalbatros
Mørk sodalbatros (latin: Phoebetria fusca) er en stormfugl, der lever på den sydlige halvkugle.